# 베이컨시
《베이컨시》(영어: Vacancy)는 2007년 공개된 미국의 슬래셔 영화이다.
2009년 프리퀄인 애그니스 브루크너 주연 비디오 영화 《베이컨시 2: 퍼스트 컷》(en:Vacancy 2: The First Cut)이 출시되었다.

## 줄거리
어린 아들이 사고로 사망한 후 사이가 멀어져 이혼 직전 상태가 된 부부가 차 고장으로 외딴 산길 모텔에 머물게 된다. 곧 부부는 스너프 필름을 찍는 무리의 새로운 목표가 된다.

## 출연
- 케이트 베킨세일 - 에이미 폭스 역
- 루크 윌슨 - 데이비드 폭스 역
- 프랭크 훼일리 - 메이슨 역
- 이선 엠브리 - 정비공 역

## 기타 제작진
- 배역: 린지 헤이스 크루거, 데이비드 래퍼포트
- 미술: 존 게리 스틸
- 의상: 마이아 리버먼